# Мария Силвестър
Мария Силвестър е българска телевизионна водеща, модел, актриса и инфлуенсър.

## Биография
Родена е в София през 1977 година, но израства в Костенец. Започва да учи „Право“ и „Психология“, но прекъсва обучението си и по двете специалности. В средата на 1990-те години започва кариерата си на модел. Работи в България, Турция, Италия и ЮАР. Малко по-късно започва да работи в близост с българската модна дизайнерка и художничка Мариела Гемишева. Гемишева я кани за участие в няколко свои проекта вкл. „Fashion Fire“ от 2003, „Fish Party“ от 2004 и „Old Fashion Fashion 2010 (the Story of a Private Wardrobe)“ от 2009 година, където сцената на Театрална работилница „Сфумато“ се превръща в повод за разиграването на моноспектакъл на Силвестър, зад който прозира модно ревю. 
Телевизионната ѝ кариера започва като сценарист в предаването „На кафе“. Става позната на зрителите като водеща и репортер с рубриките си „Мери Репортери“ в предаването „Тройка по никое време“ по TV7 и “Ток шоу на токчета” в предаването “Вечерното шоу на Азис” по TV2. Участва в реалити предаването "Животът на другите" по БНТ1, където за пет дни заживява при ромско семейство. 
През 2009 година участва в танцувалното шоу “VIP Dance” по Нова телевизия, където актьорът Борислав Захариев й партнира. Двамата достигат до полуфинал и се превръщат в едни от фаворитите на публиката. Води рубрики в "Шоуто на Иван и Андрей" и в 8-часовото предаване "Станция НОВА" ("Мария в Огледалния свят") по Нова телевизия. Редом с ядрения физик Леандър Литов води предаването "Красива наука" по БНТ1. В същата телевизия заедно с Камен Воденичаров и Андрей Захариев, е едно от лицата на седмичното токшоу „н3Dеля Х3". 
Водеща е на „България търси талант“ за трети, четвърти (в партньорство с Александър Кадиев) и пети сезон на предаването. От 2016 година е водеща на „Бригада Нов дом“ по БТВ, където заедно с Владимир Караджов помагат на десетки семейства в нужда. До 2022 година има рубрика в предаването „Мармалад“, излъчвано по същата телевизия. През 2023 година става гост-водеща на „Стани богат - Въпрос на бъдеще“, благотворителния сезон на предаването. Тя е и първата жена, седнала на стола на водещия на „Стани богат“ в цяла Източна Европа.
Мария Силвестър участва във филмите „Една нощ“ (2001, реж. Пламен Масларов) и „Още една мечта“ (2012, реж. Николай Мутафчиев), както и в сериала „Тя и той“. През 2012 година дублира анимационния филм „Мадагаскар 3“, където озвучава женския ягуар Джия. 
Участва в проекта на художника Калин Серапионов "Нали разбираш?" от 2004 година с бившия си съпруг и баща на детето ѝ Силвестър Силвестров. Мария Силвестър се присъединява към литературния проект "Пощенска кутия за приказки" малко след началото му през 2010 година. Част е и от театралния експеримент на Иво Димчев "Фейсбук театър" през 2015. През 2017 година заедно с пианистката Мария Каракушева стартират съвместния си сценичен проект "Концерт за две Марии и едно пиано".
През 2024 г. на 24 февруари, Мария Силвестър се завръща като водещ на „Бригада Нов дом“, след три годишната пауза на предаването. Задно с новата бригада на Калин Евтимов (Фермата 8).

## МО!
През 2023 година в съавторство със Симеон Марков и Калин Серапионов, Мария Силвестър реализира изложбения проект "МО!". Инициаторът му, Симеон Марков казва: „В началото на своята кариера, в ефира на две вече несъществуващи телевизии – ТV7 и ТV2, Мария Силвестър излиза на улицата и започва серия от репортажи, в които интервюира отхвърлените. Репортажите се разполагат на границата между журналистическото, художественото и политическото. Те могат да бъдат отнесени към концепцията за Гонзо журналистика, както и към традициите на социалния експеримент.“ 
"МО!" е три-канална видео инсталация, съставена от личния архив на Мария Силвестър. Заглавието на творбата цитира един от най-известните репортажи на Силвестър, в който човек преминава през кадъра, прекъсва интервюто и вбесен казва по средата му: “МО!”.